# Friedrich Wilhelm zu Mecklenburg

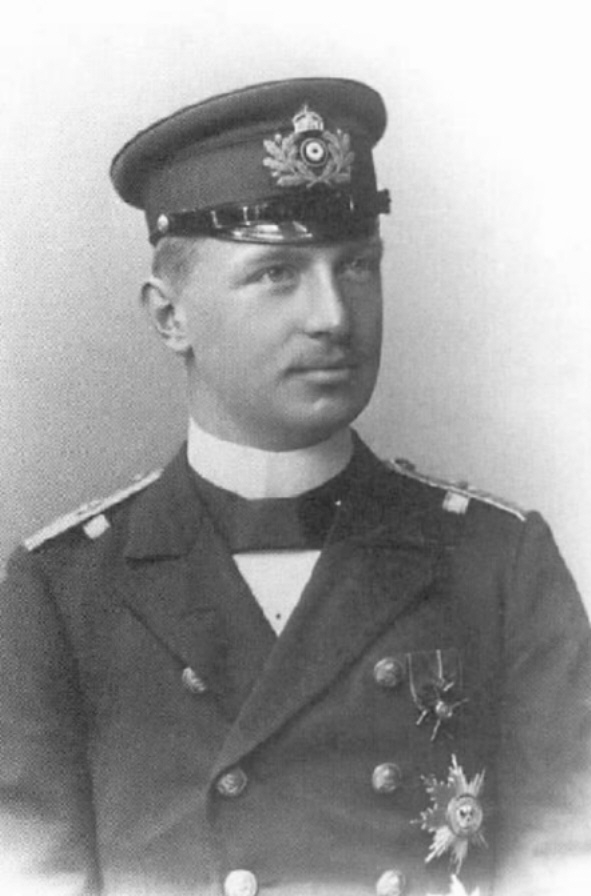
Friedrich Wilhelm, Herzog zu Mecklenburg [-Schwerin]

Friedrich Wilhelm, Herzog zu Mecklenburg [-Schwerin] (* 5. April 1871 in Schwerin; † 22. September 1897 in der Elbmündung vor Cuxhaven; vollständiger Name: Friedrich Wilhelm Adolf Günther) war ein deutscher Seeoffizier der Kaiserlichen Marine.

## Leben

### Familie und Ausbildung
Friedrich Wilhelm war der erste Sohn aus der dritten Ehe des Großherzogs Friedrich Franz II. von Mecklenburg; seine Mutter war Großherzogin Marie, geborene Prinzessin von Schwarzburg-Rudolstadt. Er war ein Halbbruder des ebenfalls 1897 verstorbenen Großherzogs Friedrich Franz III. sowie von Herzog Johann Albrecht und Onkel des Großherzogs Friedrich Franz IV. Friedrich Wilhelm zu Mecklenburg wurde am 17. Mai 1873 in der Schlosskirche Schwerin von Oberhofprediger Herrmann Jahn getauft. Seinem Taufpaten Kronprinz Friedrich Wilhelm von Preußen zu Ehren, erhielt der junge Herzog den Namen Friedrich Wilhelm.
Seine frühen Lebensjahre verbrachte Friedrich Wilhelm im Kreise der großherzoglichen Familie in Schwerin. Für sein Wohlergehen sorgten zudem seine Kinderfrau und später die aus Großbritannien stammende Miss Belamy. Im April 1877 übernahm der Instruktor Johannes Heinrich Wilhelmi die Unterrichtung und Erziehung des jungen Herzoges. Den Elementarunterricht erteilte hingegen der Schweriner Lehrer Heinrich Stuhr. Nach der häuslichen Ausbildung besuchte Friedrich Wilhelm von 1884 bis 1888 das öffentliche Vitzthum-Gymnasium in Dresden.

## Militärlaufbahn

### Parchimer Dragoner
Gute Beziehungen zum Militär waren unverzichtbar. Großherzog Friedrich Franz II. war sich dessen stets bewusst, daher ließ er seine Söhne frühzeitig einer in Mecklenburg garnisonierten Militäreinheit zuteilen. Herzog Friedrich Wilhelm wurde dem 2. Großherzoglich Mecklenburgisches Dragoner-Regiment Nr. 18 zugeteilt.
Nachdem Friedrich Wilhelm bereits zum Gefreiten befördert worden war, erhielt er am 6. Juni 1882 seine Ernennung zum überzähligen Unteroffizier. Unter Aufsicht eines Vizefeldwebels vom Großherzoglich Mecklenburgischen Grenadier-Regiment Nr. 89 durchlief der erst 12-Jährige dann im Frühjahr 1883 seine erste militärische Grundausbildung. Schon kurze Zeit später, am 5. April 1883, folgte die Beförderung zum Sekondeleutnant à la suite. Am nächsten Tag reisten der Großherzog und Friedrich Wilhelm nach Parchim, wo der Sekondeleutnant dem Offizierskorps offiziell vorgestellt wurde. Friedrich Wilhelm nahm an diesem Tag an einer Parade teil und exerzierte gemeinsam mit den Dragonern. Nur wenige Tage später verstarb Friedrich Franz II. an den Folgen einer Lungenentzündung, die er sich am 6. April in Parchim zugezogen hatte. Seinen ersten Offiziers- und Ehrendienst leistete Friedrich Wilhelm am Sarg seines Vaters.

### Marinelaufbahn

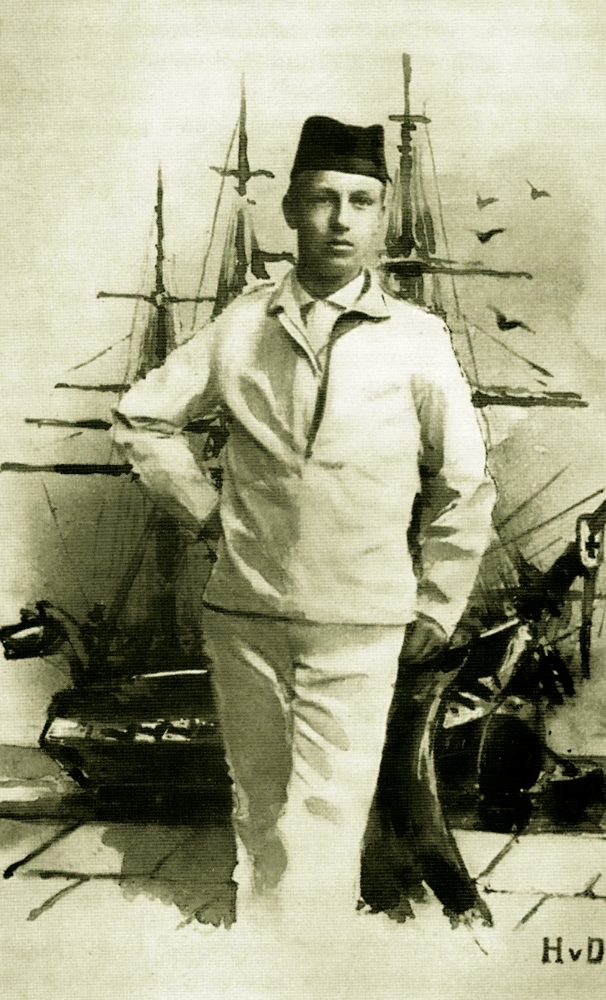
Friedrich Wilhelm im Arbeitsanzug 1888/89.
Im Hintergrund das
Schulschiff Niobe.

Der junge Herzog zeigte schon früh Interesse am maritimen Geschehen. Zudem hegte Großherzog Friedrich Franz II. zu Lebzeiten den Wunsch, dass sein Sohn Friedrich Wilhelm eine Offizierslaufbahn in der Kaiserlichen Marine beginnen möge. So war es auch Friedrich Franz II. der seinen Sohn im September 1881 die in Kiel stattfindende Flottenparade besuchen ließ.
Die kaiserliche Kabinettsorder vom 12. November 1887 ermöglichte Friedrich Wilhelm schließlich den gewünschten Eintritt in die kaiserliche Marine. Er musste jedoch erst noch die schriftliche und mündliche Eintrittsprüfung an der Marineschule in Kiel bestehen. Am 8. April trafen Friedrich Wilhelm und sein ihm zugeteilter militärischer Begleiter Leutnant zur See Hans von Dambrowski in Kiel ein, wo sie im Hotel „Germania“ ihr vorläufiges Quartier bezogen. Die am 10. April 1888 stattfindende mehrstündige Eintrittsprüfung konnte der Herzog erfolgreich hinter sich bringen.

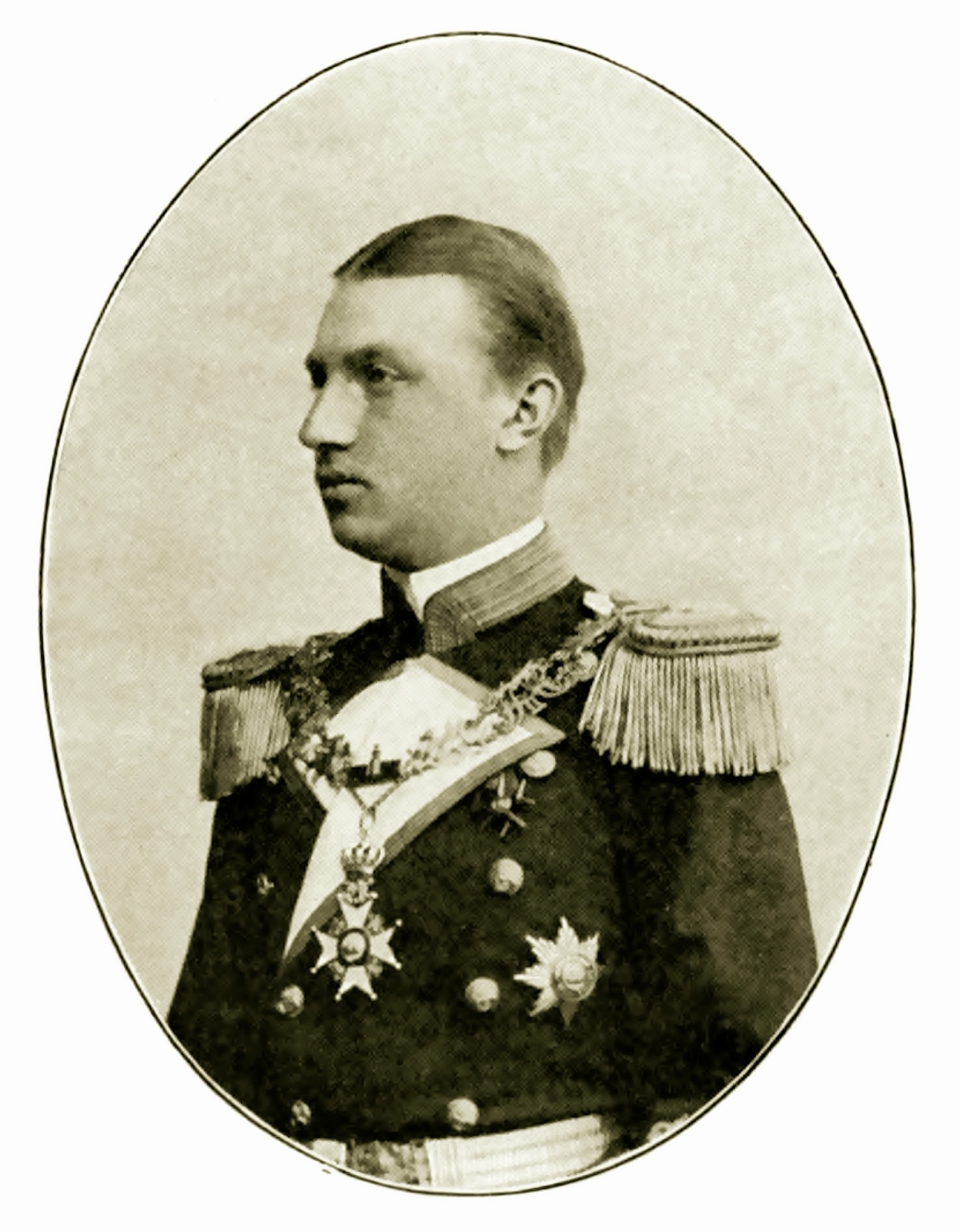
Leutnant zur See Friedrich Wilhelm zu Mecklenburg 1894/95.

Am 13. April 1888 begab sich Friedrich Wilhelm in Kiel an Bord des 1849 gebauten Schulschiffes Niobe, um hier seine Kadettenausbildung zu beginnen. Noch im April ernannte ihn Kaiser Friedrich Wilhelm III. zum Unterleutnant zur See. Eine aus Prestigegründen vorgenommene Ernennung, die keinen Einfluss auf den weiteren Fortgang der Ausbildung als Seekadett hatte. Die Ausbildung der ersten Wochen bestand vorwiegend im Infanterieexerzieren an Land, unter dem Kommando des Seebataillons Offizier Sekondeleutnant Erich Ludendorff. Ende Mai lief die Niobe zu einer ersten Ausbildungsfahrt aus. Auf der bis zum 12. September andauernden Fahrt erhielten die Kadetten ihre grundlegende seemännische und artilleristische Ausbildung. Nach den Monaten der praktischen Ausbildung begann am 6. Oktober 1888 das theoretische Studium an der Marineschule Kiel. Dieser Studienabschnitt endete im März 1889. Im Anschluss wurden die Kadetten nach Wilhelmshaven verlegt, um auf dem Artillerieschulschiff Mars einen mehrwöchigen Kursus zu beginnen. Am 9. April 1889 übersandte der kommandierende Admiral Max von der Goltz dem Mecklenburger Großherzog Friedrich Franz III. die Meldung, dass der Kaiser mit Order vom 9. April dem Unterleutnant zur See das Zeugnis der Reife zum Seekadetten erteilt hat. Friedrich Wilhelm erhielt die Beförderung zum Seekadett am 11. April an der Bord der Mars. Im Sommer 1889 ging der junge Unterleutnant dann zur weiteren Ausbildung an Bord der Panzerfregatte Deutschland. Die Ausbildungsfahrten der Deutschland führten nach Großbritannien und in das Mittelmeer, wo die Häfen von Genua, Piräus und Konstantinopel besucht wurden. Nach der Rückkehr folgte das weitere Studium an der Kieler Marineschule. Das theoretische Studium fiel Friedrich Wilhelm nicht leicht. Daher zog die Admiralität zusätzliche Maßnahmen der Unterrichtung in Betracht, um das Bestehen der Seeoffiziersprüfung zu gewährleisten. An Bord des Kadettenschulschiffes Stosch übernahm er dann im Mai 1891 sein erstes Bordkommando als zweiter Wachoffizier. Die Kreuzerfregatte fuhr entlang der dänischen Küste und besuchte später England und Schottland. Im Oktober 1891 endete Friedrich Wilhelms Dienst auf der Stosch. Anschließend absolvierte er den elfmonatigen Abschlusslehrgang an der Kieler Marineschule. Mit der Seeoffizier-Berufsprüfung im September 1892 endete schließlich seine Studienzeit an der Marineschule Kiel. Nach dem nun folgenden Zugführerkursus auf dem Artillerieschulschiff Mars, trat Friedrich Wilhelm im Dezember 1892 seinen Dienst als Wachoffizier an Bord des Torpedoschulschiffes Blücher an. An Bord der Blücher erhielt er am 27. Januar 1893 seine Beförderung zum Leutnant zur See. Im Anschluss wurde der junge Leutnant zu einem längeren Auslandskommando auf die Kreuzerkorvette Alexandrine abkommandiert. Auf der Alexandrine diente Friedrich Wilhelm vom 4. April 1893 bis zum 24. Mai 1895 als Wachoffizier. In den zwei Jahren besuchte er Afrika, Nord- und Südamerika sowie Asien. Bemerkenswert war der mehrmonatige Aufenthalt der Alexandrine im Hafen von Rio de Janeiro, wo im Jahresübergang 1893/94 der Aufstand gegen Präsident Floriano Peixoto tobte. Friedrich Wilhelm erlebte dort so manch Artillerieduell zwischen den von Konteradmiral José de Mello befehligten brasilianischen Kriegsschiffen und den Hafenforts, die unter Kontrolle der Regierung standen. Ein weiterer Höhepunkt der Seereise des Herzogs waren die Besuche am japanischen Kaiserhof in Tokio im Februar 1895. Nach der Rückkehr in die Heimat erwartete den Leutnant der Dienst an Bord des kleinen Kreuzers Gefion. Auf der Gefion erlebte Friedrich Wilhelm die Einweihung des Kaiser-Wilhelm-Kanals. Zudem begleitete der Kreuzer die kaiserliche Yacht Hohenzollern während der Sommerreise 1895 nach Schweden und England. Die Gefion suchte dann Anfang September vergeblich nach dem am 28. August 1895 bei Skagen untergegangenen Torpedoboot S 41 und seiner 13 Mann starken Besatzung. Am 1. Oktober 1895 wurde Friedrich Wilhelm als Wachoffizier auf das Panzerschiff Württemberg versetzt. Der junge Seeoffizier unterbrach jedoch im Mai 1896 kurzzeitig seinen Dienst an Bord der Württemberg, um an den Krönungsfeierlichkeiten von Zar Nikolaus II. in Russland teilzunehmen zu können. Im Oktober 1896 wurde Friedrich Wilhelm zur neu gebildeten V. Torpedobootsdivision abkommandiert. Anschließend übernahm er sein erstes eigenes Kommando auf dem 1886 in Dienst gestellten Torpedoboot S 26. Die ersten Übungsfahrten unternahm er folgend in der Bucht von Eckernförde. Am 30. November wurde die Division jedoch vorläufig außer Dienst gestellt. Friedrich Wilhelm nahm daraufhin einige Tage Urlaub. Im neuen Jahr absolvierte er zunächst einen dreimonatigen Kurs auf dem Torpedoschulschiff Blücher. Anfang April 1897 trat die V. Torpedobootsdivision erneut zusammen. Leutnant zur See Friedrich Wilhelm zu Mecklenburg übernahm daraufhin wieder das Kommando über das Torpedoboot S 26. In der folgenden Zeit musste sich der junge Kommandant während einiger Angriffs- und Vorpostenmanöver bewähren. Seine Beförderung zum Kapitänleutnant wurde jedoch nicht mehr vollzogen, der unerwartete Unfalltod am 22. September 1897 verhinderte die unmittelbar bevorstehende Beförderung.

### Seemannstod in der Elbmündung

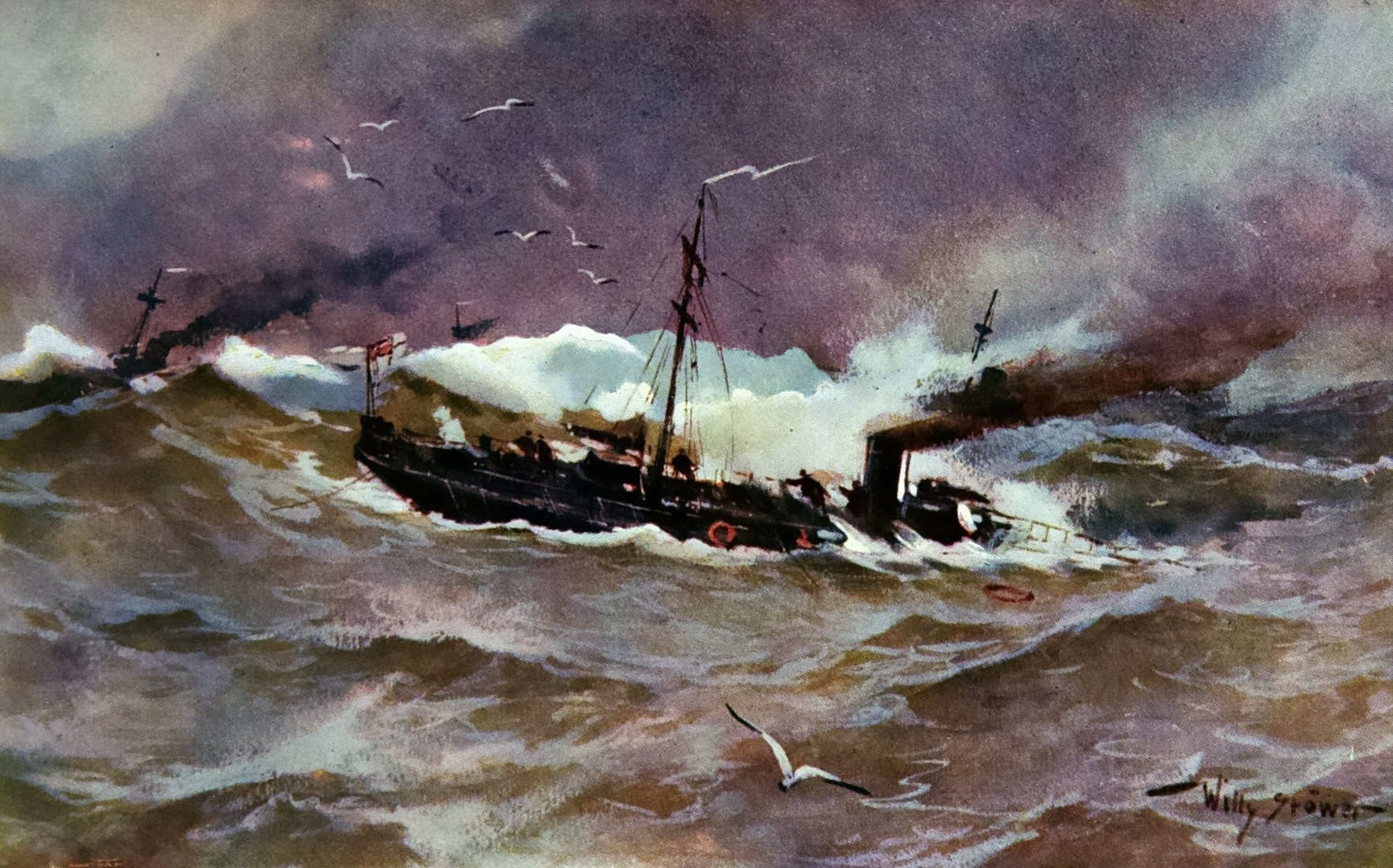
Untergang der S 26

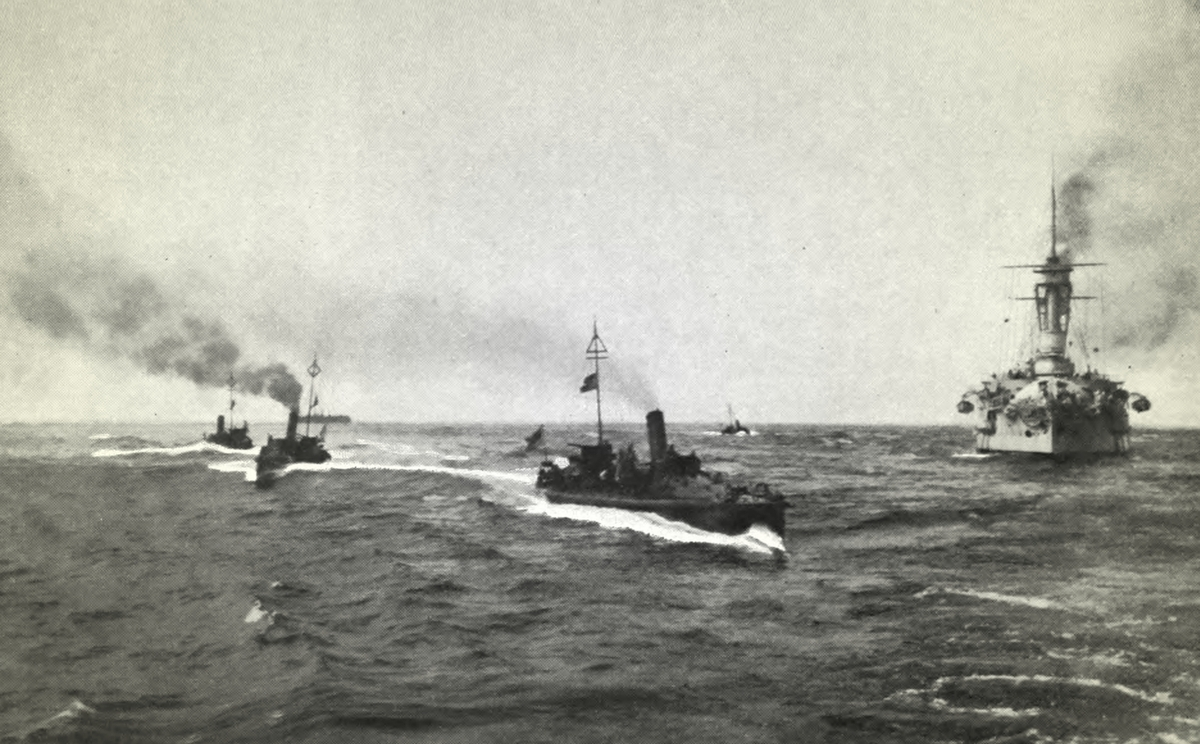
S Torpedoboote im Manöver

Bei einem Sturm am Vormittag des 22. September 1897 kenterte das Torpedoboot S 26 auf der Heimfahrt von einer Übung der Torpedobootsdivision in der Elbmündung bei Cuxhaven, in ungefährer Höhe von Feuerschiff Elbe 1.
Das Torpedoboot S 26 wurde von einer hinten auflaufenden See achtern erfasst, dann seitwärts geworfen und so zum Kentern gebracht. Unmittelbar nach dem Unglück versuchte das Divisionsboot D 3 von Kapitänleutnant Schaefer vergeblich, das gekenterte Boot in Schlepp zu nehmen. Die Bergungsaktion scheiterte am stetig zunehmenden Seegang. Mit dem Kiel nach oben schwamm das Boot noch ungefähr eine Stunde, bevor sich das Heck aufrichtete und anschließend versank. Friedrich Wilhelm und sieben Mann seiner Besatzung ertranken, teils im Zwischendeck eingeschlossen. Acht Mann der Besatzung überlebten und wurden geborgen. Sie überlebten wohl auch nur, weil ihr Kommandant nach dem Verlust des Torpedo-Matrosen Schwabrowski von S 27 bereits frühzeitig das Anlegen der Schwimmwesten befohlen hatte.
Das 37,74 Meter lange und 4,80 Meter breite Torpedoboot, das von der Schiffswerft F. Schichau in Elbing gebaut worden war, konnte am 28. September von Bergungstauchern in 28 Meter Tiefe geortet werden. Am Vormittag des 30. September bargen Taucher des Nordischen Bergungs-Vereins die am Nachmittag des Vortages aufgefundene Leiche des Herzogs aus dem Zwischendeck des Wracks.

„Die Leiche des Herzogs Friedrich Wilhelm zu Mecklenburg ist geborgen und an Bord eines Divisionsbootes nach Cuxhaven eingebracht worden. Die Leichen der mit dem Torpedoboot Untergegangenen sind, wie des weiteren gemeldet wird, bis auf eine geborgen und gelandet. Dieselben wurden in feierlichem Zuge, in welchem sich der Erbgroßherzog Friedrich August von Oldenburg, sowie die Herzoge Adolf Friedrich und Heinrich von Mecklenburg=Schwerin, Offiziere und Mannschaften befanden, nach der Kaserne übergeführt, in welcher eine Trauerfeier stattfand.“

Auf kaiserlichen Befehl hin sollte der Leichnam des Herzogs am 3. Oktober an Bord des Küstenpanzerschiffs Beowulf nach Kiel verbracht werden, um ihn dort für kurze Zeit in der Garnisonkirche aufzubahren. Großherzogin Marie erbat jedoch die zeitnahe Überführung nach Schwerin. Kaiser Wilhelm II. entsprach dem Wunsch der Mutter. In Begleitung der Brüder Heinrich und Adolf Friedrich wurde Friedrich Wilhelms Leichnam nach Schwerin überführt, wo er am Nachmittag des 3. Oktober 1897 eintraf.
Bis zur Beisetzung hielten Offiziere der kaiserlichen Marine und Offiziere des Parchimer Dragonerregiments, dem der Herzog seit 1883 à la suite gestellt war, im Schweriner Dom die Ehrenwache.
Der verstorbene Herzog Friedrich Wilhelm zu Mecklenburg wurde am Nachmittag des 5. Oktober 1897 in der Heiligblutkapelle des Schweriner Doms beigesetzt.

## Gedenkkultur

### Friedrich-Wilhelm-Denkmal Kiel

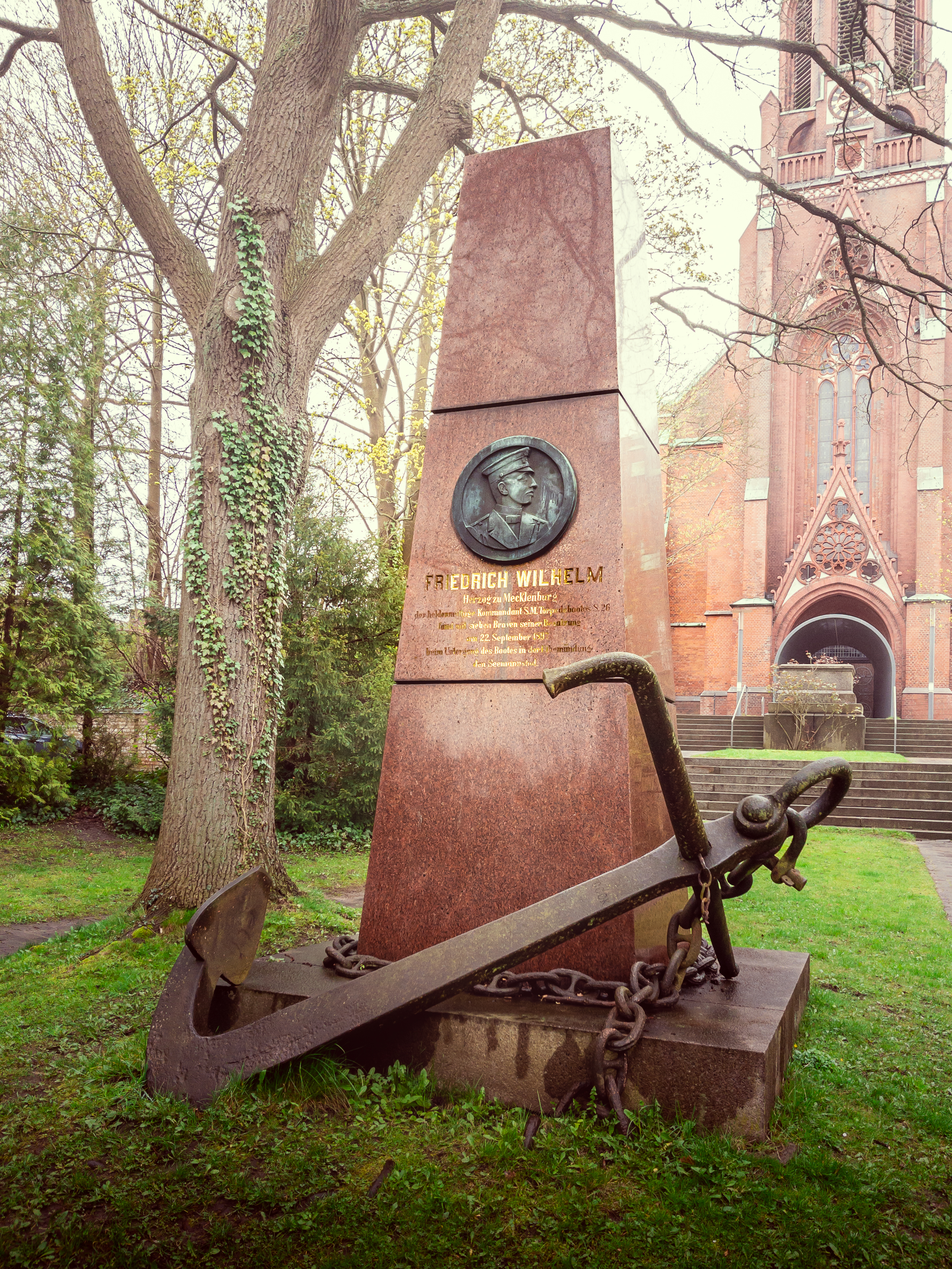
Friedrich-Wilhelm-Denkmal in Kiel heute.

In Kiel erinnert ein vom mecklenburgischen Bildhauer Ludwig Brunow geschaffenes Denkmal vor der damaligen Garnisonskirche (Pauluskirche am Niemannsweg) an Friedrich Wilhelm und seinen frühen Tod. Der aus poliertem schwedischen Oppmannagranit errichtete Obelisk trägt auf der Schauseite eine zeitgenössische Inschrift und das Porträt-Medaillon des Herzogs. Vor dem Obelisken ruht zudem ein schmiedeeiserner Schiffsanker mit Kette, der symbolisch die Marine und das Band der Kameradschaft darstellen soll. Den Schiffsanker mit Kette stiftete der damalige Staatssekretär des Reichsmarineamtes und früherer Inspekteur des Torpedowesens Alfred von Tirpitz am 11. Februar 1898. Das Denkmal wurde am 22. September 1898 eingeweiht, dem ersten Jahrestag des Unglückes.
Das bronzene Porträt-Medaillon fiel im Zweiten Weltkrieg der Metallspende des deutschen Volkes zum Opfer. 1957 fertigte der Kieler Bildhauer Alwin Blaue eine Replik des Porträt-Medaillons. Im selben Jahr wurde das Denkmal wieder in einen würdigen Zustand versetzt und am 22. September anlässlich des 60. Jahrestags seiner Errichtung erneut eingeweiht. An den Einweihungsfeierlichkeiten nahmen zahlreiche ehemalige Marineoffiziere teil, darunter auch der 1946 wegen Kriegsverbrechen verurteilte Erich Reader.

### Friedrich-Wilhelm-Platz mit Gedenkstein

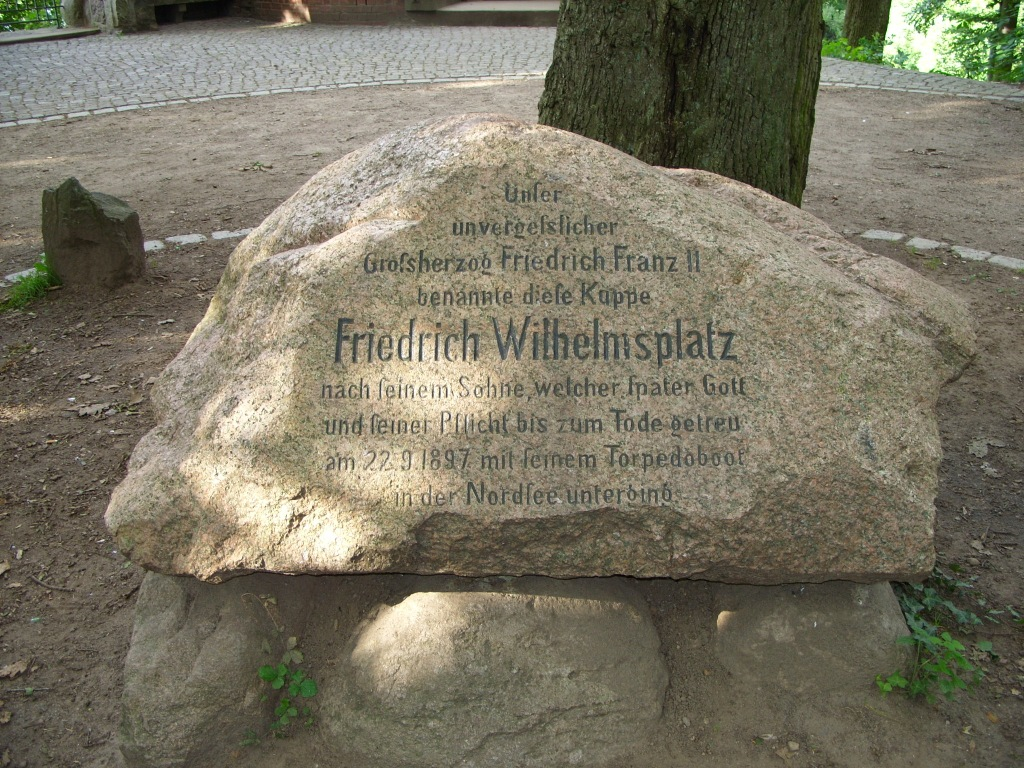
Gedenkstein Friedrich-Wilhelm-Platz.

Schon vor 1880 benannte Friedrich Franz II. in Schwerin-Mueß einen Platz nach seinem Sohn Friedrich Wilhelm. 1899 wurde auf dem „Friedrich-Wilhelmsplatz“ der mit einer Inschrift versehene „Friedrich-Wilhelm-Gedenkstein“ aufgestellt und eingeweiht. Die Gestaltung des aus der Rabensteinfelder-Feldmark stammenden Findlings übernahm Hofsteinmetzmeister August Schäfer. Den Auftrag für die Errichtung erteilte eine Gemeinnützige Gesellschaft.
Zu einer Umbenennung des Platzes kam es am 23. August 1925. Der SPD-Politiker Carl Moltmann, der mit der Schweriner Ortsgruppe des Reichsbanners Schwarz-Rot-Gold einen Sonntagsausflug unternahm, benannte den Platz in Friedrich-Ebert-Platz um. In Schwerin war ihm zuvor eine derartige Umbenennung verweigert worden.

### Friedrich-Wilhelm-Allee
Großherzog Friedrich Franz IV. ließ am 3. April 1905 die „Wilde-Allee“ am Schweriner Schlossgarten in „Friedrich-Wilhelm-Allee“ umbenennen. Heute trägt sie den Namen Burgseestraße.

### Friedrich-Wilhelm-Turm
1907 wurde auf dem Friedrich-Wilhelmsplatz zudem ein Aussichtsturm errichtet, in Gestalt einer burgartigen Ruine. Heute ist das auf der alten wendischen Burgstätte errichtete Bauwerk unter dem Namen Reppiner Burg bekannt. Der Aussichtsturm wurde im Auftrag der Gemeinnützigen Gesellschaft errichtet.

### Epitaph im Schweriner Dom
In Gedenken an seinen verunglückten Halbbruder stiftete Herzog-Regent Johann Albrecht zu Mecklenburg 1898 ein Epitaph im Schweriner Dom. Das farbenprächtige Epitaph in Neo-Renaissance-Formen wird von maritimen Motiven geziert. Der Entwurf für das Epitaph stammt von Albrecht Haupt.

## Auszeichnungen

### Orden und Ehrenzeichen
(Quelle: u. a. Mecklenburg-Schwerinscher Staatskalender 1896)
- Hausorden der Wendischen Krone, Großkreuz mit der Krone in Erz und der Ordenskette (1886)
- Greifenorden, Großkreuz
- Roter Adlerorden, Großkreuz (1895)
- Herzoglich Sachsen-Ernestinischer Hausorden, Großkreuz
- Hausorden vom Weißen Falken, Großkreuz
- Oldenburgischer Haus- und Verdienstorden des Herzogs Peter Friedrich Ludwig, Großkreuz mit Kette
- Osmanje-Orden, 1. Klasse (1889)
- Ritterorden von Avis, Großkreuz (1890)
- Sankt-Olav-Orden, Großkreuz (1890)
- Orden der Aufgehenden Sonne, Großkreuz (1895)
- Alexander-Newski-Orden (1896), einschließlich der niederen Orden:[53]

- Kaiserlich-Königlicher Orden vom Weißen Adler
- St.-Annen-Orden 1. Klasse,
- Sankt-Stanislaus-Orden 1. Klasse

### À la suite
- 2. Großherzoglich Mecklenburgisches Dragoner-Regiment Nr. 18[5]